# Tsjecho-Slowakije op de Olympische Winterspelen 1936
Tijdens de Olympische Winterspelen van 1936, die in Garmisch-Partenkirchen (Duitsland) werden gehouden, nam Tsjecho-Slowakije voor de vierde keer deel.

## Deelnemers en resultaten

### Alpineskiën
| Olympiër            | Discipline     | Resultaat | Prestatie                                           |
| ------------------- | -------------- | --------- | --------------------------------------------------- |
| Walter Hollmann     | combinatie (m) | 16e       | 81,01 punten afdaling: 5.45,6 slalom: 1.28,1+1.37,8 |
| Johann Knahl        | combinatie (m) | 21e       | 78,41 punten afdaling: 5.52,4 slalom: 1.33,7+1.41,1 |
| Wilhelm Pick        | combinatie (m) | 26e       | 75,30 punten afdaling: 5.49,6 slalom: 1.53,3+1.41,1 |
| Eduard Hromádka     | combinatie (m) | dnf       | niet gefinisht afdaling: 5.39,4 slalom: 2.45,9+dns  |
| Růžena Beinhauerová | combinatie (v) | 22e       | 66,47 punten afdaling: 6.54,6 slalom: 2.03,3+1.55,5 |
| Truda Möhwaldová    | combinatie (v) | dnf       | niet gefinisht afdaling: 8.46,8 slalom: 2.55,5+dns  |
| Hilda Walterová     | combinatie (v) | dnf       | niet gefinisht afdaling: 6.17,8 slalom: 2.45,1+dns  |

### Bobsleeën
| Olympiër                                                          | Discipline                         | Resultaat | Prestatie                                       |
| ----------------------------------------------------------------- | ---------------------------------- | --------- | ----------------------------------------------- |
| Josef Lanzendörfer Karel Růžička                                  | 2-mansbob (m) Tsjecho-Slowakije I  | 20e       | 6.09,70 (1.31,40 / 1.28,90 / 1.36,57 / 1.32,83) |
| Gustav Leubner Wilhelm Blechschmidt                               | 2-mansbob (m) Tsjecho-Slowakije II | 17e       | 5.59,47 (1.32,53 / 1.29,23 / 1.31,59 / 1.26,12) |
| Josef Lanzendörfer Karel Růžička Ewald Menzl Robert Zintel        | 4-mansbob (m) Tsjecho-Slowakije I  | dnf       | opgave (dnf / — / — / —)                        |
| Gustav Leubner Walter Heinzl Bedřich Posselt Wilhelm Blechschmidt | 4-mansbob (m) Tsjecho-Slowakije II | 12e       | opgave (1.31,81 / 1.28,37 / 1.25,21 / dnf)      |

### Kunstrijden
| Olympiër          | Discipline | Resultaat | Prestatie               |
| ----------------- | ---------- | --------- | ----------------------- |
| Jaroslav Sadílek  | mannen     | 24e       | pc. 161,0; 305,0 punten |
| Věra Hrubá        | vrouwen    | 17e       | pc. 111,0; 353,3 punten |
| Fritzi Metznerová | vrouwen    | 20e       | pc. 141,0; 339,2 punten |

### Langlaufen
| Olympiër                                                  | Discipline            | Resultaat | Prestatie                               |
| --------------------------------------------------------- | --------------------- | --------- | --------------------------------------- |
| Gustl Berauer                                             | 18 km (m)             | 21e       | 1:23.04                                 |
| Lukáš Mihalák                                             | 18 km (m)             | 10e       | 1:19.01                                 |
| Lukáš Mihalák                                             | 50 km (m)             | dnf       | opgave                                  |
| Cyril Musil                                               | 18 km (m)             | 14e       | 1:20.14                                 |
| Cyril Musil                                               | 50 km (m)             | 9e        | 3:46.12                                 |
| Vladimír Novák                                            | 50 km (m)             | 19e       | 3:59.08                                 |
| František Šimůnek                                         | 18 km (m)             | 11e       | 1:19.09                                 |
| Jan Svatoš                                                | 50 km (m)             | 15e       | 3:54.33                                 |
| Cyril Musil Gustl Berauer Lukáš Mihalák František Šimůnek | 4x10 km estafette (m) | 5e        | 2:51.56 (45.50 / 42.14 / 41.27 / 42.25) |

### Noordse combinatie
| Olympiër          | Discipline | Resultaat | Prestatie                                                       |
| ----------------- | ---------- | --------- | --------------------------------------------------------------- |
| František Šimůnek | mannen     | 5e        | 394,3 punten 18 km: 219,0 (1:19.09) schans: 175,3 (44,5+43,5 m) |
| Johann Lahr       | mannen     | 9e        | 387,4 punten 18 km: 185,8 (1:25.11) schans: 201,6 (49,0+53,0 m) |
| Gustl Berauer     | mannen     | 14e       | 379,1 punten 18 km: 197,2 (1:23.04) schans: 181,9 (45,0+42,0 m) |
| Rudolf Vrána      | mannen     | 26e       | 359,4 punten 18 km: 158,8 (1:30.26) schans: 200,6 (48,5+48,5 m) |

### Schaatsen
| Olympiër           | Discipline | Resultaat | Prestatie |
| ------------------ | ---------- | --------- | --------- |
| Oldřich Hanč       | 500 m (m)  | 32e       | 49,8      |
| Oldřich Hanč       | 1500 m (m) | 35e       | 2.57,8    |
| Oldřich Hanč       | 5000 m (m) | 34e       | 10.03,0   |
| Jaroslav Turnovský | 500 m (m)  | 30e       | 47,8      |
| Jaroslav Turnovský | 1500 m (m) | 31e       | 2.30,5    |
| Jaroslav Turnovský | 5000 m (m) | 32e       | 9.25,8    |

### Schansspringen
| Olympiër        | Discipline | Resultaat | Prestatie                  |
| --------------- | ---------- | --------- | -------------------------- |
| Jaroslav Lukeš  | mannen     | 27e       | 199,1 punten (69,0+71,0 m) |
| Josef Kahl      | mannen     | 29e       | 196,1 punten (64,0+64,5 m) |
| Johann Lahr     | mannen     | 32e       | 193,8 punten (64,5+66,0 m) |
| Oldřich Buďárek | mannen     | 40e       | 174,2 punten (59,0+62,0 m) |

### IJshockey
| Olympiër | Discipline | Resultaat | Prestatie |
| --- | ---------- | --------- | --- |
| Josef Boháč Alois Cetkovský Karel Hromádka Drahoš Jirotka Zdeněk Jirotka Jan Košek Oldřich Kučera Josef Maleček Jan Peka Jaroslav Pušbauer Jiří Tožička Ladislav Troják Walter Ullrich | mannen     | 4e        | voorronde: 5-0 Tsjecho-Slowakije - België 3-0 Tsjecho-Slowakije - Hongarije 2-0 Tsjecho-Slowakije - Frankrijk halve finaleronde: 0-2 Tsjecho-Slowakije - Verenigde Staten 4-1 Tsjecho-Slowakije - Zweden 2-1 Tsjecho-Slowakije - Oostenrijk finaleronde: 0-5 Tsjecho-Slowakije - Groot-Brittannië 0-7 Tsjecho-Slowakije - Canada |

Australië · België · Bulgarije · Canada · Duitsland · Estland · Finland · Frankrijk · Griekenland · Groot-Brittannië · Hongarije · Italië · Japan · Joegoslavië · Letland · Liechtenstein · Luxemburg · Nederland · Noorwegen · Oostenrijk · Polen · Roemenië · Spanje · Tsjecho-Slowakije · Turkije · Verenigde Staten · Zweden · Zwitserland